# Sport Club Barueri
Sport Club Barueri é um clube brasileiro de futebol da cidade de Barueri, no estado de São Paulo. Manda seus jogos na Arena Barueri, que tem capacidade para 35 mil pessoas.

## História
No dia 9 de outubro de 2009, o filho do prefeito de Barueri, Rubens Furlan Júnior, os Secretários Municipais de Barueri, José Roberto Piteri (Obras), Antônio Eustáquio Moisés (Comunicação), José Calil (Esportes) e o Assessor do Prefeito, Sr. Luiz Roberto Correa, além de outros amigos, fundaram o Sport Club Barueri. Este clube iniciaria sua jornada futebolística a partir da Série B (quarta divisão) do Campeonato Paulista.
No entanto, no dia 24 de janeiro de 2010, com problemas financeiros e, somado à falta de apoio da Prefeitura de Campinas, o Campinas Futebol Clube é vendido, muda de sede para Barueri e posteriormente é incorporado pelo Sport Club Barueri, que utiliza os CTs e estádio deixados pelo Grêmio Barueri, que se transferiu neste mesmo ano para Presidente Prudente.
Em sua primeira partida oficial, realizada no dia 31 de janeiro de 2010 pela Série A3 do Paulistão, tem o nome, uniforme, escudo e os jogadores da antiga sede, e acaba sendo derrotado pelo Penapolense pelo placar de 2x1, em Barueri.
Ainda nesta participação da Série A3 do Paulista, o SC Barueri não obteve o mesmo êxito que outrora obtivera o Grêmio Barueri (que obteve sete acessos consecutivos) na cidade, tendo escapado do rebaixamento apenas na última partida. Em 2011, entretanto, o clube não conseguiu escapar e foi rebaixado para a Segunda Divisão.
Em 2012, disputou a Segunda Divisão, tendo sido eliminado na quarta fase. Desde então, não disputou mais nenhuma competição.

## Estatísticas

### Participações
| Competição | Competição      | Temporadas | Melhor campanha     | Estreia | Última | A | R |
| São Paulo  | Série A3        | 2          | 14º colocado (2010) | 2010    | 2011   | – | 1 |
| São Paulo  | Segunda Divisão | 1          | 8º colocado (2012)  | 2012    | 2012   | – |   |

## Títulos

### Categorias de Base
- Campeonato Paulista Sub-20 - 2ª Divisão: 3 vezes (1998* de 2003* e 2006*).
- Vice-Campeonato Paulista Sub-20 - 2ª Divisão: 2007*.
- Vice-Campeonato Paulista Sub-11: 2009*.

* Títulos herdados do Campinas Futebol Clube.